# Aprendizaje por descubrimiento

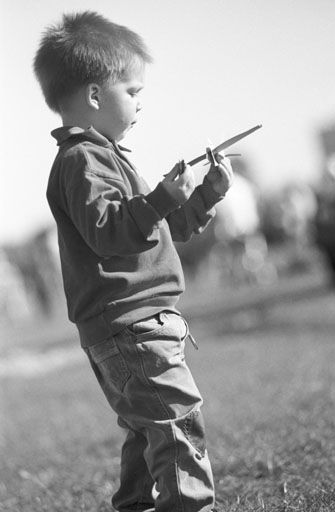
Un niño explora el comportamiento aerodinámico de un avión de juguete de espuma de poliestireno

El aprendizaje por descubrimiento es una metodología de aprendizaje en la que el sujeto, en vez de recibir los contenidos y modificados de forma pasiva, descubre los conceptos y tu relaciones y los reordena para adaptarlos a su esquema cognitivo. La enseñanza por descubrimiento coloca en primer plano el desarrollo de las destrezas de investigación del discente y se basa principalmente en el método inductivo, en la lección inductiva herbatiana y en la solución de los problemas.

## Características
El aprendizaje por descubrimiento ahonda en la forma en que se adquieren conceptos o contenidos mediante un método activo sin tener una información primaria acerca del contenido de aprendizaje. La enseñanza o aprendizaje por descubrimiento ubica en un primer plano el desarrollo de las destrezas de investigación en el individuo fundamentándose particularmente en el método inductivo, ya este último facilita el desarrollo de este tipo de aprendizaje.
Aquí el maestro hace la presentación de una serie de problemas; después, el alumno hará el esfuerzo suficiente para encontrar los criterios o reglas necesarias para resolver un problema.
La enseñanza por descubrimiento sitúa en un primer plano el desarrollo de las destrezas de investigación del discente basándose en un método inductivo.
Los factores que influyen en la adquisición de conceptos y más concretamente en la forma de adquisición por descubrimiento inductivo están relacionadas con:
- Los datos: (cantidad, organización, complejidad);
- El contexto: o áreas de búsqueda y grado de reestructuración de las instrucciones, que favorecieron la aparición de respuestas convergentes o divergentes;
- El individuo: (formación, conocimientos, actitudes, capacidad cognoscitiva);
- El ambiente inmediato.

A partir de tres formas básicas de descubrimiento inductivo, deductivo y transductivo, se han descrito seis tipos de lecciones de descubrimiento:
1. Método de interpolación.
2. Método deductivo estructurado.
3. Método de extrapolación
4. Método deductivo.
5. Método hipotético deductivo
6. Método transductivo

Las consecuencias del descubrimiento tienen un efecto novedoso en el discente, dado que implica una construcción a partir de los conocimientos previos que éste ya posee al enfrentarse a una situación de aprendizaje.
Este efecto deriva de la posibilidad de conectar lo aprendido con lo que el discente ya sabe y, de esa manera, establecer vínculos significativos con la nueva información y con la eventualidad de aplicar esos conocimientos en nuevas situaciones.